# Lissophadnus testaceus
Lissophadnus testaceus är en stekelart som beskrevs av Cameron 1907. Lissophadnus testaceus ingår i släktet Lissophadnus och familjen brokparasitsteklar. Inga underarter finns listade i Catalogue of Life.